# Comfort to Me
Comfort to Me è il secondo album in studio del gruppo musicale australiano Amyl and the Sniffers, pubblicato il 10 settembre 2021 da B2B Records in Australia, Rough Trade Records in Europa e ATO Records in Nord America.
L'album ha raggiunto la posizione numero 2 in Australia e la numero 21 nella classifica degli album del Regno Unito.
Ai J Awards del 2021 l'album è stato nominato per l'Australian Album of the Year.

## Tracce
1. Guided by Angels – 2:59
2. Freaks to the Front – 1:41
3. Choices – 2:20
4. Security – 3:47
5. "Hertz – 2:33
6. No More Tears – 2:57
7. Maggot – 3:21
8. "Capital – 2:45
9. Don't Fence Me in – 2:40
10. Knifey – 3:30
11. Don't Need a Cunt (Like You to Love Me) – 1:31
12. Laughing – 1:44
13. Snakes – 3:03